# マジェスティック (2001年の映画)
『マジェスティック』（原題: The Majestic）は、2001年のアメリカ映画。主演はジム・キャリー。主人公ルークの生前の声は、マット・デイモンが演じている。

## キャッチコピー
- 自分のことすら知らない男を、町の誰もが"希望"と呼んだ。

## あらすじ
1951年、アメリカは第二次赤狩りの真っただ中、ハリウッドの新進脚本家ピーター・アプルトンはB級映画の脚本を書きながら、いずれは"A級"の作品も手がけたいと奮闘していた。そんな時、学生時代に女の子の気を引くために共産主義/反戦集会 (Food Not Bombs) に参加していたことが下院非米活動委員会の知るところとなり、共産主義者との疑いをかけられる。その結果、ピーターの新作公開は延期され、クレジットから名前がはずされ、スタジオとの契約も破棄されてしまう。
キャリアを絶たれてしまったピーターは、絶望から飲酒運転をしたうえ、道路に飛び出したオポッサムを避けようとして、橋から落ちてしまう。事故で記憶喪失になってしまった彼が流れ着いた町“ローソン”は、戦争で多くの若者を失い、残った人々の心に大きな傷を残していた。彼は第二次大戦で行方不明 (MIA) になっていた町の英雄ルーク・トリンブルにそっくりであったため、町中の人々からルークと勘違いされ受け入れられてしまう。
ピーターは、町の復興の第一歩としてルークの映画館“マジェスティック”の再建に尽力するのであった。

## キャスト
| 役名                                     | 俳優                               | 日本語吹替                 |
| ---------------------------------------- | ---------------------------------- | -------------------------- |
| ピーター・アプルトン／ルーク・トリンブル | ジム・キャリー                     | 森田順平                   |
| ハリー・トリンブル                       | マーティン・ランドー               | 納谷悟朗                   |
| アデル・スタントン                       | ローリー・ホールデン               | 込山順子                   |
| スタントン医師                           | デヴィッド・オグデン・スティアーズ | 岩田安生                   |
| スタン・ケラー                           | ジェームズ・ホイットモア           | 大木民夫                   |
| アーニー・コール町長                     | ジェフリー・デマン                 | 佐々木敏                   |
| レオ・クーベルスキー                     | アレン・ガーフィールド             | 園江治                     |
| サンドラ・シンクレア                     | アマンダ・デトマー                 | 斎藤恵理                   |
| エルヴィン・クライド院内顧問             | ボブ・バラバン                     | 廣田行生                   |
| セシル・コールマン保安官                 | ブレント・ブリスコー               | 後藤哲夫                   |
| エイベリー・ワイアット                   | チェルシー・ロス                   | 丸山詠二                   |
| ドイル議員                               | ハル・ホルブルック                 | 小山武宏                   |
| ケヴィン・バナマン                       | ロン・リフキン                     | 宮田光                     |
| エメット・スミス                         | ジェリー・ブラック                 | 小関一                     |
| アイリーン                               | スーザン・ウィリス                 | 島美弥子                   |
| メイベル                                 | キャサリン・デント                 | 服部幸子                   |
| 探検家ローランド                         | ブルース・キャンベル               | 廣田行生                   |
| カリード王子                             | クリフ・カーティス                 | 楠大典                     |
| スタジオの重役                           | ゲイリー・マーシャル               |                            |
| スタジオの重役                           | ポール・マザースキー               |                            |
| スタジオの重役                           | シドニー・ポラック                 |                            |
| スタジオの重役                           | カール・ライナー                   |                            |
| スタジオの重役                           | ロブ・ライナー                     |                            |
| スペンサー                               | マット・G・ウィーンズ              | 青木誠                     |
| ルーク・トリンブルの声                   | マット・デイモン                   |                            |
| その他                                   | N/A                                | 樫井笙人 白木克枝 江川大輔 |

## スタッフ
- 監督：フランク・ダラボン
- 脚本：マイケル・スローン
- 音楽：マーク・アイシャム

## 作品解説
本作は、ハリウッド・ブラックリスト（ハリウッド・テン＝ハリウッドの10人の映画監督と脚本家）の実話から着想を得ている。劇中では『アフリカの女王』のポスターが確認でき、『地球の静止する日』が上映される。撮影は、カリフォルニア州ハンボルト郡ファーンデールで行われた。